# Октава (литургика)
Окта́ва (лат. octava — восьмая), в христианском богослужении, в литургическом календаре:
- день, отстоящий от праздника 7 дней (соответственно, приходящийся на тот же день недели) и являющийся восьмым по счёту, включая день праздника
- весь 8-дневный период между праздником и днём, завершающим октаву, на протяжении которого также могут отмечаться те или иные праздники[1].

## История
Установление счёта на октавы имеет истоки в ветхозаветных традициях восьмидневного отмечания праздников Кущей

в [течение] семи дней приносите жертву Господу; в восьмой день священное собрание да будет у вас, и приносите жертву Господу: это отдание праздника, никакой работы не работайте.
— Лев. 23:36
и Посвящения храма

И сделал Соломон в то время семидневный праздник, и весь Израиль с ним — собрание весьма большое, [сошедшееся] от входа в Емаф до реки Египетской; а в день восьмой сделали попразднство, ибо освящение жертвенника совершали семь дней и праздник семь дней.
— 2Пар. 7:8–9
Понятие Восьмого дня имело большое значение для ранних христиан.
В христианстве при императоре Константине I были устроены восьмидневные празднования при освящении базилик в Иерусалиме и Тире. Это дало прецедент отмечания и других ежегодных литургических праздников октавами. Первыми такими праздниками стали в IV веке Пасха, Пятидесятница и, на Востоке — Богоявление; позже к ним присоединяется Рождество.
На протяжении IV–VII веков октавы завершались послепразднством на 8-й день, в то время как литургия промежуточных дней развивалось слабо. Литургическая разработка октав Пасхи, Пятидесятницы, Рождества, Богоявления, а также Освящения храма относится к VIII веку. Начиная с VII века к последнему дню октавы начинают приурочивать праздники святых, старейшие примеры здесь — день свв. Петра и Павла, св. Лаврентия и св. Агнессы. Регулярная литургическая разработка всех дней между первым и восьмым начинается в XII веке. На протяжении средневековья установление октав для других праздников развивается на уровне отдельных конгрегаций и религиозных орденов.

## Православие
Литургическая терминология Православной церкви не знает термина «октава». Вместо этого используется понятие попразднство, применимое (как и понятие предпразднство), преимущественно к Великим праздникам — двунадесятым и Пасхе. Однако продолжительность попразднства не привязана к цифре 8 и может быть от 2 до 9 дней, а после Пасхи — 39 дней.
| Предпразднство | Праздник              | Дата                     | Попразднство |
| -------------- | --------------------- | ------------------------ | ------------ |
| 1              | Рождество Богородицы  | 8 (21) сентября          | 5            |
| 1              | Воздвижение           | 14 (27) сентября         | 8            |
| 1              | Введение              | 21 ноября (4 декабря)    | 5            |
| 5              | Рождество Христово    | 25 декабря (7 января)    | 7            |
| 4              | Крещение              | 6 (19) января            | 9            |
| 1              | Сретение              | 2 (15) февраля           | 8            |
| 1              | Благовещение          | 25 марта (7 апреля)      | 2            |
| 0              | Вербное Воскресенье   | воскресенье перед Пасхой | 0            |
| 0              | Пасха                 | Воскресенье по Пасхалии  | 39           |
| 0              | Неделя о Фоме         | 8-й день после Пасхи     | 7            |
| 0              | Неделя Жён-Мироносиц] | 15-й день после Пасхи    | 7            |
| 0              | Неделя Расслабленного | 22-й день после Пасхи    | 3            |
| 0              | Преполовение          | 25-й день после Пасхи    | 7            |
| 0              | Неделя Самаряныни     | 29-й день после Пасхи    | 4 (1+3)      |
| 0              | Неделя о Слепом       | 36-й день после Пасхи    | 3            |
| 0              | Вознесение            | 40-й день после Пасхи    | 9            |
| 0              | День Святой Троицы    | 50-й день после Пасхи    | 7            |
| 1              | Преображение          | 6 (19) августа           | 8            |
| 1              | Успение               | 15 (28) августа          | 9            |